# USS Dortch (DD-670)
USS Dortch (DD-670) là một tàu khu trục lớp Fletcher được Hải quân Hoa Kỳ chế tạo trong Chiến tranh Thế giới thứ hai. Nó là chiếc tàu chiến duy nhất của Hải quân Mỹ được đặt theo tên Đại tá Hải quân Isaac Foote Dortch (1883-1932), người được tặng thưởng Huân chương Chữ thập Hải quân trong Chiến tranh Thế giới thứ nhất. Nó đã hoạt động cho đến hết Thế Chiến II, ngừng hoạt động một thời gian ngắn, rồi tiếp tục phục vụ trong Chiến tranh Triều Tiên và sau đó. Con tàu được chuyển cho Argentina năm 1961 và hoạt động như là chiếc ARA Espora (D-21) cho đến khi bị tháo dỡ năm 1977. Dortch được tặng thưởng tám Ngôi sao Chiến trận do thành tích phục vụ trong Thế Chiến II, và thêm một Ngôi sao Chiến trận nữa trong Chiến tranh Triều Tiên.

## Thiết kế và chế tạo
Dortch được đặt lườn tại xưởng tàu của hãng Federal Shipbuilding and Drydock Company ở Kearny, New Jersey vào ngày 2 tháng 3 năm 1943. Nó được hạ thủy vào ngày 20 tháng 6 năm 1943; được đỡ đầu bởi cô M.C. Dortch, con gái Đại tá Dortch; và nhập biên chế vào ngày 7 tháng 8 năm 1943 dưới quyền chỉ huy của Trung tá Hải quân R.C. Young.

## Lịch sử hoạt động

### Thế Chiến II
Trong tháng 10 và tháng 11 năm 1943, Dortch lên đường đi Trinidad, Tây Ấn thuộc Anh, nơi nó phục vụ như tàu hộ tống và canh phòng máy bay cho Langley (CVL-27), trong chuyến đi chạy thử máy huấn luyện của chiếc tàu sân bay. Chiếc tàu khu trục khởi hành từ Norfolk, Virginia vào ngày 3 tháng 12 trong thành phần hộ tống cho chiếc tàu sân bay Intrepid (CV-11) vừa mới được nhập biên chế, và đi đến Trân Châu Cảng vào ngày 28 tháng 12.
Dortch phục vụ trong thành phần hộ tống cho Lực lượng Đặc nhiệm 58, lực lượng tàu sân bay nhanh trong chiến dịch chiếm đóng quần đảo Marshall bắt đầu từ ngày 29 tháng 1 năm 1944. Nó tham gia cuộc không kích lên Truk vào các ngày 16 và 17 tháng 2, rồi lên quần đảo Mariana vào ngày 23 tháng 2, trước khi lên đường cùng đội đặc nhiệm để hỗ trợ trên không cho cuộc Đổ bộ lên Emirau vào tháng 3. Cuối tháng đó, nó gia nhập trở lại Lực lượng Đặc nhiệm 58 cho các cuộc không kích lên Palau, Yap, Ulithi và Woleai từ ngày 30 tháng 3 đến ngày 1 tháng 4; hỗ trợ cho chiến dịch Hollandia tại New Guinea vào các ngày 21 và 22 tháng 4, rồi lặp lại cuộc không kích lên Truk từ ngày 29 tháng 4 đến ngày 1 tháng 5.
Sau khi tháp tùng các tàu sân bay hộ tống đi đến Trân Châu Cảng, Dortch gia nhập trở lại Lực lượng Đặc nhiệm 58 cho chiến dịch chiếm đóng Saipan, và đã hộ tống các tàu sân bay hạm đội trong Trận chiến biển Philippine. Trong quá trình chiếm đóng Guam, nó tuần tra về phía Tây hòn đảo và phục vụ như tàu canh phòng máy bay và dẫn đường máy bay chiến đấu, cũng như bảo vệ cho tàu sân bay khi chúng hỗ trợ trên không cho binh lính trên bờ.
Dortch sau đó tham gia các cuộc không kích của Đệ Ngũ hạm đội xuống quần đảo Bonin vào các ngày 4 và 5 tháng 8, rồi tiếp tục hỗ trợ cho các cuộc đổ bộ lên Peleliu thuộc quần đảo Palau vào ngày 15 tháng 9. Chiếc tàu khu trục tiếp tục hỗ trợ cho các tàu sân bay trong các đợt không kích xuống Nansei Shoto, Đài Loan, Luzon và dọc theo bờ biển phía Nam Trung Quốc để vô hiệu hóa các căn cứ Nhật Bản nhằm chuẩn bị cho chiến dịch nhằm tái chiếm Philippines. Nó đã hộ tống cho các tàu sân bay trong các hoạt động không kích chống lại hạm đội Nhật Bản trong khuôn khổ trận Hải chiến vịnh Leyte vào các ngày 24-25 tháng 10.
Vào ngày 10 tháng 2 năm 1945, Dortch lên đường trong thành phần trinh sát cho Lực lượng Đặc nhiệm 58 trong đợt không kích lên khu vực vịnh Tokyo trong các ngày 16 và 17 tháng 2. Sang ngày hôm sau, nó cùng tàu khu trục Clarence K. Bronson (DD-668) tấn công và gây hư hại nặng cho một tàu canh phòng Nhật Bản, nơi chiếc tàu khu trục chịu đựng 14 thương vong. Đến ngày 19 tháng 2, nó có mặt ngoài khơi Iwo Jima cho cuộc tấn công đổ bộ lên đảo này, và tiếp tục tuần tra ngoài khơi hòn đảo vào ban ngày và bảo vệ các tàu vận chuyển vào ban đêm. Nó tham gia cùng các tàu sân bay trong cuộc không kích xuống Tokyo vào ngày 25 tháng 2, cùng các phi vụ trinh sát hình ảnh xuống Okinawa vào ngày 1 tháng 3. Quay trở lại nhiệm vụ tại Iwo Jima, nó lên đường vào ngày 29 tháng 3 để đại tu tại vùng bờ Tây, về đến San Francisco vào ngày 21 tháng 4.
Dortch hoàn tất việc sửa chữa và khởi hành vào ngày 9 tháng 7, tiến hành bắn phá đảo Wake vào ngày 8 tháng 8 trên đường đi sang Guam. Sau khi Nhật Bản đầu hàng kết thúc cuộc xung đột, nó tiến vào vịnh Tokyo vào ngày 27 tháng 8, hoạt động hỗ trợ cho việc chiếm đóng cho đến khi nó lên đường quay trở về Hoa Kỳ vào ngày 5 tháng 12. Chiếc tàu khu trục được cho xuất biên chế và đưa về lực lượng dự bị tại Charleston, South Carolina vào ngày 19 tháng 7 năm 1946.

### 1951 -1957
Được cho nhập biên chế trở lại vào ngày 4 tháng 5 năm 1951, Dortch được phân về Hạm đội Đại Tây Dương, và đã hoạt động từ cảng nhà mới Newport, Rhode Island dọc theo vùng bờ Đông và vùng biển Caribe. Vào tháng 8 năm 1952, nó lên đường tham gia cuộc tập trận Chiến dịch Mainbrace của Khối NATO ngoài khơi Na Uy và Đan Mạch, quay trở về vào ngày 9 tháng 10. Đến ngày 27 tháng 4 năm 1953, nó lên đường đi sang khu vực Tây Thái Bình Dương, và đã hoạt động cùng Lực lượng Đặc nhiệm 77 ngoài khơi Triều Tiên cho đến tháng 10. Con tàu tiếp tục hành trình về phía Tây, hoàn tất chuyến đi vòng quanh thế giới, về đến Newport vào tháng 12. Trong giai đoạn 1954-1955 và 1957, nó phục vụ cùng Đệ Lục hạm đội tại Địa Trung Hải; và đã tuần tra ngoài khơi dải Gaza nơi tình hình vẫn tiếp tục căng thẳng sau vụ Khủng hoảng Kênh đào Suez trong lượt phục vụ thứ hai. Nó tiếp tục các hoạt động thường lệ dọc theo vùng bờ Đông và vùng biển Caribe cho đến khi lại được cho xuất biên chế và đưa về lực lượng dự bị vào ngày 13 tháng 12 năm 1957.

### ARAEspora(D-21)

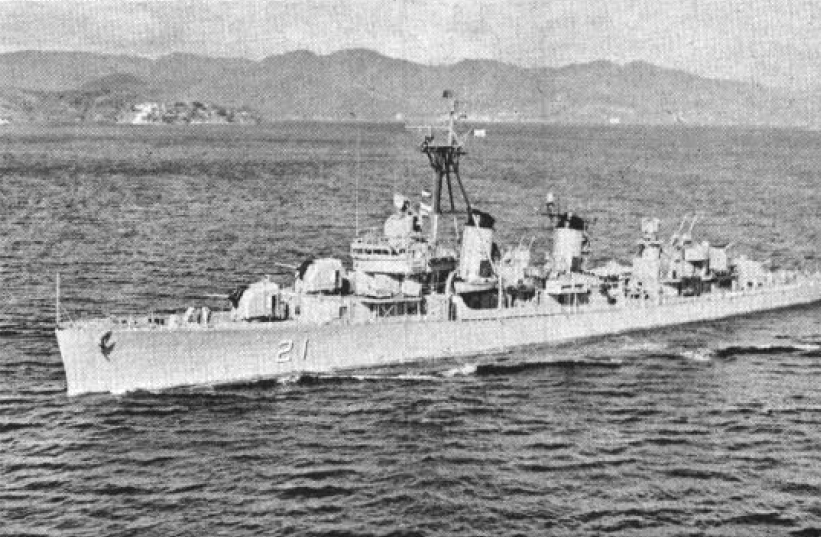
ARA Espora (D-21) vào năm 1962.

Con tàu được chuyển cho Argentina mượn vào ngày 16 tháng 8 năm 1961, và phục vụ cùng Hải quân Argentine như là chiếc ARA Espora (D-21). Tên của Dortch được rút khỏi danh sách Đăng bạ Hải quân Hoa Kỳ vào ngày 1 tháng 9 năm 1975. Espora ngừng hoạt động và bị tháo dỡ vào năm 1977.

## Phần thưởng
Dortch được tặng thưởng tám Ngôi sao Chiến trận do thành tích phục vụ trong Thế Chiến II, và thêm một Ngôi sao Chiến trận trong Chiến tranh Triều Tiên.